# 945

945(구백사십오)는 944보다 크고 946보다 작은 자연수다.

## 수학
- 합성수로, 그 약수는 총 16개다. (1, 3, 5, 7, 9, 15, 21, 27, 35, 45, 63, 105, 135, 189, 315, 945)
  - 945의 진약수의 합은 975이므로, 945는 과잉수다.
  - 가장 작은 홀수 과잉수이자, 유일한 세 자리 홀수 과잉수다. 다음 홀수 과잉수는 1575다.
  - 가장 작은 홀수 반완전수이자, 유일한 세 자리 홀수 반완전수다.
- {\displaystyle 945=3\times 5\times 7\times 9=1\times 3\times 5\times 7\times 9}
  - 연속하는 네 홀수의 곱으로 나타낼 수 있으며, 이 성질을 지닌 앞의 수는 105, 다음 수는 3465다.
  - 모든 한 자리 홀수 자연수의 곱이며, 연속하는 홀수 5개의 곱으로 나타낼 수 있는 가장 작은 자연수다. 이 성질을 지닌 다음 수는 10395다.
- {\displaystyle 945=6^{3}+9^{3}}
  - 연속하는 두 개의 {\displaystyle 3n}({\displaystyle n}은 자연수)의 세제곱합으로 나타낼 수 있으며, 이 성질을 지닌 앞의 수는 243, 다음 수는 2457이다.
- {\displaystyle 46^{3}-1}은 945로 나누어떨어진다.

## 과학
- NGC 945(영어판): 고래자리 방향에 있는 막대나선은하.

## 교통

### 항공
- 이란에어 투어 945편 착륙 사고(영어판, 일본어판)

### 도로
- 945번 지방도: 경상북도 경주시 양남면 신대리에서 강동면 인동리까지 이어지는 대한민국의 지방도.
- 945번 홋카이도도(일본어판): 홋카이도 샤리군 샤리정 내를 관통하는 일본의 도도.

## 군사
- LST-945(영어판): 제2차 세계 대전에 사용된 미국의 전차상륙함.

## 문화유산
- 대한민국의 보물 제945호: 순천 금둔사지 삼층석탑

## 방송
- AM 945kHz: 일본 NHK 라디오 제1방송의 도쿠시마, 무로란 방송국의 주파수.

## 기타
- 연도: 945년, 기원전 945년